# Prawdziwa Partia Wigów
True Whig Party (pol. „Prawdziwa Partia Wigów”) – liberyjska partia polityczna, która w latach 1878–1980 sprawowała władzę w Liberii jako jedyna legalna partia. Przyjmuje się, że Liberia była pierwszym państwem z systemem monopartyjnym.
Prawo do głosowania posiadały jedynie osoby pochodzące spośród czarnych osadników z 1821, lub od nich się wywodzące. Ludność autochtoniczna spychana była do roli pracowników plantacyjnych poprzez system pracy przymusowej. Liberia sprzedawała również pracę robotników koloniom portugalskim, co spowodowało w 1931 protest Ligi Narodów (poprzedniczki Organizacji Narodów Zjednoczonych) oraz bojkot Liberii przez Stany Zjednoczone i Wielką Brytanię.
W 1980 po zamordowaniu prezydenta Williama R. Tolberta przez Samuela Doe’a, który zajął jego miejsce, większość członków PPW opuściła szeregi partii z powodu nagłej utraty władzy przez jej prominentów.
W 2005 roku Prawdziwa Partia Wigów brała udział w wyborach jako jedna z partii Koalicji na rzecz Transformacji Liberii.